# Premchand
Premchand és el pseudònim de l'escriptor en hindi i en urdú Shrivastar Dhanpatran (Lamhi, 31 de juliol de 1880 - Benarés, 8 d'octubre de 1936), una de les figures literàries més importants en aquestes llengües. Inicialment començà a escriure en urdú, que posteriorment compaginà amb l'hindi. La seva obra, en la qual és palesa la influència de les idees de Mohandas Gandhi, és una descripció dels ambients rurals de l'Índia tradicional. Cal esmentar la novel·la Godan (1936) i les narracions curtes recollides en vuit volums sota el nom de Mansarovar ('El llac sagrat', 1936-50).

## Biografia
Va néixer al poble de Lamahi, prop de Varanasi, on el seu pare era un administratiu a l'oficina de correus. Els pares de Premchand van morir joves; la seva mare quan ell tenia set anys i el seu pare quan en tenia catorze, i encara era un estudiant. Ben aviat va viure en la pobresa; guanyava cinc rupies al mes ensenyant al fill d'un advocat. Es va casar als 15 anys però el matrimoni va ser un desastre. Més tard es tornà a casar amb Shivarani Devi, una balavidhava (vídua infantil), que es considerava un tema tabú a l'Índia en aquella època; van tenir tres fills: Sripat Rai, Amrit Rai i Kamla Devi Srivastava.
Premchand va aprovar el seu examen de matriculació amb gran esforç el 1898, i el 1899 acceptava feina de mestre d'escola, amb una mesada de divuit rupies. Més tard va treballar de subinspector suplent d'escoles en el que eren llavors les Províncies Unides de l'Índia Britànica (United Provinces of Agra and Oudh).
El 1910, va tenir problemes amb el Magistrat de Districte a Jamirpur per a la seva antologia de contes Soz-e-Watan ("Lament per la Nació"), que va ser etiquetat de sediciós. La primera història de l'antologia era ka Duniya Sabse Anmol Ratan ("La joia més preciosa del món"), que segons ell era "la darrera gota vessada de sang per la llibertat del país". Totes les còpies de Soz-e-Watan van ser confiscades i cremades.
Inicialment Premchand escrivia en urdú amb el nom de Nawabrai. Tanmateix, després de la confiscació de Soz-e-Watan va començar a escriure amb el pseudònim Premchand. Abans de Premchand, la literatura hindi constava principalment de fantasies i obres religioses; Premchand va incorporar el realisme. Va escriure unes 300 històries, una dotzena de novel·les i dues obres dramàtiques (plays). Les històries es van compilar i publicar amb el títol de Maansarovar.
El 1921, responen a la crida de Mahatma Gandhi va dimitir de la seva feina governamental, es posà a treballar com a propietari d'una impremta, editant diaris literaris i polítics (Jagaran i Hans). També treballà breument com a guionista cinematogràfic a Bombai. No tenia molt bona opinió d'aquest entorn i un cop va comentar, amb relació a la pel·lícula Mazdoor, que el director ho és tot en el cinema. L'escriptor pot ser el rei de la seva ploma, però és un subjecte ordinari dins l'imperi del director.
Premchand vivia una vida d'una lluita per sobreviure econòmicament. Una vegada que va demanar un préstec per comprar alguna roba va necessitar tres anys per a tornar-lo. Quan se li demanava perquè no escrivia res sobre si mateix, contestava: Quina grandesa posseeixo que hagi d'explicar? Visc com milions de persones en aquest país. Sóc vulgar, i la meva vida és també vulgar. Sóc un professor d'escola pobre que pateix problemes familiars. Durant la meva vida sencera, he estat treballant molt durament amb l'esperança que em podria alliberar dels meus sofriments. Però no m'he pogut deixar de patir. Què hi ha d'especial en aquesta meva vida que necessiti ser comptat?
Premchand va presidir la primera conferència dels Progressive Writers' Movement (Associació dels Escriptors Progressistes) de l'Índia, l'abril de 1936, a Lucknow. Durant els seus darrers anys va estar molt malalt. Però els diners que la seva muller solia donar per al seu tractament els utilitzava per a l'edició de The Saraswati. També estava escrivint un llibre Mangalsutra que no arribaria a acabar. Tot això va tenir impacte greu en la seva salut; va morir el 8 d'octubre de 1936, a l'edat de 52 anys.

## Obra
Premchand ha escrit uns 300 contes, unes quantes novel·les així com molts assaigs i cartes. També ha escrit alguns obres dramàtiques i va fer algunes traduccions. Moltes de les històries de Premchand s'han traduït a l'anglès i el rus.
Godaan (El regal d'una vaca), la seva última novel·la, es considera la millor novel·la en hindi. El protagonista, Hori, un camperol pobre, desesperadament desitja una vaca, un símbol de riquesa i prestigi a l'Índia rural. Hori aconsegueix una vaca però ho paga amb la seva vida. Després de la seva mort, els sacerdots de poble demanen una vaca a la seva vídua per portar la pau a la seva ànima.
A Kafan (Embolic), un home pobre recull diners per als ritus de funeral de la seva muller morta, però se'l gasta en menjar i beu.
| - Panch Parameshvar - Idgah - Nashaa - Khiladi de ke Shatranj (Els jugadors d'escacs) - Raat de ki Poos - Atmaram - Boodhi Kaki (La Tia Vella) - Licitava Bhaisahab (El germà gran) - Licitava ghar ki beti (La noia d'una família opulenta) - Kafan (Embolic) - Dikri Ke Rupai - Udhar Ki Ghadi - Namak Ka Daroga | - Gaban - Sevasadan - Godaan - Karmabhoomi - Kaayakalp - Manorma - Mangalsootra, (incompleta) - Nirmala - Pratigya - Premashram - Rangbhoomi - Vardaan |